# HBTQ+Socialdemokrater Sverige
HBTQ+Socialdemokrater Sverige (förkortas HBTQ+S Sverige) är ett förbund av hbtq-föreningar inom den socialdemokratiska arbetarrörelsen. Förbundet bildades 28 juli 2008 som en följd av att HBTQ+S, som då formellt sett enbart fanns inom Stockholms arbetarekommun, växte och fick medlemmar över hela landet. Medlemmar i förbundet är de lokala socialdemokratiska hbtq-föreningarna. 2023 bytte förbundet namn från HBT-socialdemokrater Sverige till det nuvarande namnet.
November 2008 hade förbundet fyra lokalföreningar som medlemmar med sammanlagt omkring 250 personer. 2023 har förbundet cirka 1400 medlemmar i elva distrikt.
Den 30 maj 2015 beslutade den socialdemokratiska partikongressen att erkänna HBTQ+S Sverige som den femte sidoorganisationen till Socialdemokraterna.
Nuvarande förbundsordförande är Emelie Stark. Tidigare ordföranden är Daniel Andersson (2019–2023), Sören Juvas (2013–2019), Anders Selin (2009–2013) och Håkan Andersson (2008–2009).  
Nuvarande förbundssekreterare sedan 2025 är Zenitha Nordfjell. Tidigare förbundssekreterare Andreas Saleskog, Madelaine Vilgren (2012–2022) och Peter Frejhagen (2008–2012).

## Verksamhet
HBTQ+S lyfter och driver HBTQi+ gruppernas frågor med ett tydligt klassperspektiv. Både inom och utom den socialdemokratiska rörelsen driver HBTQ+S debatt och förändring.
I de lokala HBTQ+S-distrikten och underliggande föreningar anordnar man medlemsmöten och träffar för medlemmarna, allt från rena politiska möten till mer sociala evenemang med politisk anknytning, genomför utbildningar bland annat genom studiecirklar och bedriver opinionsbildning.

## Distrikt[9]

### HBT-S Blekinge
Ida Larsson är ordförande (2022)

### HBT-S Borås-Sjuhärad
Den 24 maj 2011 bildades HBTs Borås-Sjuhärad.
Anki Amneskog är ordförande (2022)

### HBT-S Dalarna
I början av 2012 bildades HBTs Dalarna.
Anna Fält är ordförande (2022)

### HBT-S Göteborg
Föreningen bildades 1 juni 2006 som en partiförening inom Göteborgs partidistrikt. 
Annelie Schagerström är ordförande (2022)

### HBT-S Jönköping
Den 30 maj 2011 bildades HBTs Jönköping.
Ej aktivt (2022)

### HBT-S Norrbotten
Våren 2010 bildades HBTs Norrbotten.
Lena Edenbrink är ordförande (2022)

### HBT-S Skåne
Föreningen bildades 27 september 2008 som HBT-S Öresund, en grundförening under Malmö Arbetarekommun. 
Består av tre föreningar, Helsingborg, Kristianstad och Malmö.
Niklas Bohn är ordförande (2022)

### HBT-S Stockholm
Föreningen bildades 1988 som en partiförening inom Stockholms Arbetarekommun, då under namnet Homosexuella Socialdemokrater. Organisationen är den äldsta partianknutna HBT-organisationen i Sverige.  
David Persson är ordförande (2022)

### HBT-S Sörmland
Den 11 december 2010 bildades HBTs Sörmland. 
Jonathan Andersson är ordförande (2022)

### HBT-S Värmland
Den 27 september 2011 bildades HBTs Värmland.
Ej aktivt (2022)

### HBT-S Västernorrland Jämtland
Den 9 juni 2015 bildades HBTs Västernorrland. 2020 utökades distriktet till att även omfatta Jämtlands län.
Eva Nilsson är ordförande (2022)

### HBT-S Västmanland
Den 27 maj 2013 bildades HBTs Västmanland.
Ej aktivt (2022)

### HBT-S Örebro
Föreningen bildades 17 november 2008 som en grundförening under Örebro Arbetarekommun. 
Föreningen ombildades 25 mars 2010. 
Pell-Uno Larsson är ordförande (2022)

### HBT-S Östergötland
Föreningen bildades 21 november 2009 som en grundförening under Linköping Arbetarekommun. 2015 påbörjades arbetet med att skapa en mer hanterbar organisation utifrån att HBT-S blivit sidoorganisation. Den 16 april 2016 bildades formellt distriktet HBTs Östergötland.
Jan Christensen är ordförande (2022)